# Котяков, Антон Олегович
Анто́н Оле́гович Котяко́в (род. 15 августа 1980, Куйбышев, РСФСР, СССР) — российский государственный и политический деятель, экономист. Министр труда и социальной защиты Российской Федерации с 21 января 2020 года, (и. о. 7—14 мая 2024). Действительный государственный советник Российской Федерации 3-го класса. Заместитель министра финансов Российской Федерации (2017—2020).
Действительный государственный советник Российской Федерации 3-го класса. Государственный советник Самарской области 1-го класса.

## Биография
Родился 15 августа 1980 года в городе Куйбышев (ныне город Самара).

### Образование
В 1997 году окончил самарскую школу-лицей № 135 авиационного профиля. В 2002 году с отличием окончил Самарскую государственную экономическую академию, по специальности «Экономическая теория», специализация «Теория и организация рынка ценных бумаг».
В 2005 году окончил аспирантуру, защитил кандидатскую диссертацию на тему «Рынок российских субфедеральных долговых ценных бумаг: становление и развитие», ему была присуждена учёная степень кандидата экономических наук.

### Карьера
С августа 2001 по август 2005 года работал в департаменте управления финансами администрации Самарской области, пройдя путь от ведущего специалиста до консультанта.
С августа 2005 по июль 2007 года работал начальником отдела Министерства управления финансами Самарской области, после чего был назначен руководителем департамента исполнения областного бюджета и отчётности Министерства управления финансами Самарской области, в должности которого проработал до апреля 2012 года.
В 2011 году окончил магистратуру в Российской академии народного хозяйства и государственной службы при Президенте РФ по специальности «административное и финансовое право».
С апреля 2012 по март 2014 года работал в Федеральном казначействе в должности начальника управления совершенствования функциональной деятельности.
В марте 2014 года перешёл на работу в Правительство Московской области. До января 2017 года он занимал пост министра финансов Московской области, после чего возглавил объединённое министерство экономики и финансов Московской области.
C мая 2017 по январь 2020 года работал заместителем министра финансов Российской Федерации.
Участник третьего набора программы развития кадрового управленческого резерва Высшей школы государственного управления Российской академии народного хозяйства и государственной службы при президенте РФ (2019).
21 января 2020 года указом Президента России Владимира Путина был назначен министром труда и социальной защиты Российской Федерации.
14 мая 2024 года указом Президента России Владимира Путина назначен министром труда и социальной защиты Российской Федерации во втором Правительстве Михаила Мишустина.

## Критика
В декабре 2021 года Владимир Путин раскритиковал главу Минтруда Котякова за доклад о зарплатах бюджетников, соцвыплатах, исполнения поручений.
27 ноября 2024 года председатель Государственной думы Вячеслав Володин раскритиковал Котякова за привлечение излишнего количества мигрантов, что тем самым лишает россиян возможности работать. По словам Володина, возглавляемое Котяковым ведомство не вносит предложений по компенсации дефицита кадров за счет российских граждан, способствуя напряжённой обстановке в обществе.

## Санкции
9 июня 2022 года Украина ввела санкции в отношении Котякова из-за вторжения России на Украину.
16 декабря 2022 года, внесён в санкционный список стран Евросоюза за поддержку и реализации политики подрывающую территориальную целостность, суверенитет и независимость Украины, в частности за «подготовку социальной системы обеспечения Российской Федерации на четырёх незаконно аннексированных территориях Украины».
24 февраля 2023 года, в годовщину начала российского вторжения в Украину, внесён в санкционный список США за «осуществление российских операций и агрессии в отношении Украины».
22 сентября 2023 года Котяков включён в санкционный список Канады «соратников российского режима и агентов дезинформации» против причастных к депортации украинских детей в Россию и «созданию и распространению дезинформации и пропаганды, финансируемой Кремлём».
Также, по аналогичным основаниям, находится под санкциями Швейцарии, Австралии и Новой Зеландии.

## Личная жизнь
Женат, имеет троих детей.
Сумма декларированного дохода за 2018 год составила 14 млн 881 тыс. руб., супруги — 2 млн 471 тыс. руб.
Сумма декларированного дохода за 2020 год составила 27 084 771,29 руб., супруги — 10 624 384,08 руб.

## Награды
- Знак «За заслуги перед Московской областью» 3 степени (2017)[20]
- Почётная грамота Губернатора Московской области (2015)[20]
- Медаль «Генерал-полковник Дутов» (2013)[20]
- Почётная грамота Федерального казначейства Российской Федерации (2012)[20]
- Благодарность Министерства промышленности и торговли Российской Федерации (2012)[20]
- медаль «20 лет Федеральному казначейству» (2012)[20]
- Почётная грамота министерства управления финансами Самарской области за безупречную и эффективную государственную службу (2010)[20]

## Классный чин
- Действительный государственный советник Российской Федерации 3-го класса (2018)[21].